# 刘荫超
刘荫超（1942年11月28日—2003年11月2日），河北省玉田县人，中国人民解放军少将。

## 生平
1959年9月，参加中国人民解放军。后升任陆军第六十三集团军参谋长、山西省军区参谋长，陆军第六十三集团军副军长、陆军第六十五集团军军长。1996年11月，担任山西省军区司令员、中共山西省委常委等职。1988年9月被授予少将军衔。2003年11月2日，在太原病逝。